# Liste des anciennes communes du Haut-Rhin
Cette page a pour objectif de retracer toutes les modifications communales dans le département du Haut-Rhin : les anciennes communes qui ont existé depuis la Révolution française, ainsi que les créations, les modifications officielles de nom, ainsi que les échanges de territoires entre communes.
En 1800, le territoire du département du Haut-Rhin, dans ses limites actuelles, dénombrait 385 communes, un nombre relativement important dans un territoire plutôt peu étendu, mais qui se justifie par une population nombreuse, comme dans toute l'Alsace. Ce nombre va rester particulièrement stable, avec très peu de regroupements ou de créations puisqu'en 1970 on comptait encore 384 communes. Depuis lors les lois incitatives auront été utilisées pour rassembler des villages souvent proches en distance, avec la loi Marcellin de 1971 et, plus encore, avec la loi Notre de 2010. Aujourd'hui, on dénombre 366 communes (au 1er janvier 2025).
Situé à la frontière Nord-Est du pays, les limites du département vont être, à plusieurs reprises, bouleversées par les affres des conflits ayant opposé la France à ses pays voisins, que ce soit au cours de l'Empire napoléonien puis de la Restauration ou encore des guerres mondiales. Le département va ainsi perdre près de la moitié de ses communes (314 au total) qui vont être rattachées à des territoires voisins : en 1814, 164 communes vont intégrer la Suisse (arrondissements de Delémont et de Porrentruy). En 1816, les 44 communes du Pays de Montbéliard vont être transférées au département du Doubs. Ces 208 communes faisaient partie intégrantes de l'éphémère département du Mont-Terrible avant d'être rattachées au Haut-Rhin en 1800. Enfin une grande partie du département va être annexée par l'Allemagne à la suite de la défaite de la France en 1871 (384 communes). Exception faite de l'arrondissement de Belfort dont 106 communes vont rester françaises, formant ainsi un nouveau département : le Territoire de Belfort. Lors de la réintégration à la France en 1919, le département du Haut-Rhin conservera ses limites de 1871.
Les changements de nom pendant les annexions allemandes de 1871-1918 et 1940-1944 ne sont pas mentionnés.

## Fusions
| Nom de la nouvelle commune | Communes réunies                                           | Régime                                                         | Date (et nature) de la décision                     | Date d'effet       |
| -------------------------- | ---------------------------------------------------------- | -------------------------------------------------------------- | --------------------------------------------------- | ------------------ |
| Masevaux-Niederbruck       | Masevaux                                                   | commune nouvelle (avec communes déléguées)                     | 22 décembre 2015 (Arrêté)                           | 1er janvier 2016   |
| Masevaux-Niederbruck       | Niederbruck                                                | commune nouvelle (avec communes déléguées)                     | 22 décembre 2015 (Arrêté)                           | 1er janvier 2016   |
| Illtal                     | Oberdorf                                                   | commune nouvelle (SANS communes déléguées depuis le 1-1-2021)  | 17 décembre 2015 (Arrêté)                           | 1er janvier 2016   |
| Illtal                     | Grentzingen                                                | commune nouvelle (SANS communes déléguées depuis le 1-1-2021)  | 17 décembre 2015 (Arrêté)                           | 1er janvier 2016   |
| Illtal                     | Henflingen                                                 | commune nouvelle (SANS communes déléguées depuis le 1-1-2021)  | 17 décembre 2015 (Arrêté)                           | 1er janvier 2016   |
| Porte du Ried              | Holtzwihr                                                  | commune nouvelle (avec communes déléguées)                     | 17 décembre 2015 (Arrêté)                           | 1er janvier 2016   |
| Porte du Ried              | Riedwihr                                                   | commune nouvelle (avec communes déléguées)                     | 17 décembre 2015 (Arrêté)                           | 1er janvier 2016   |
| Brunstatt-Didenheim        | Brunstatt                                                  | commune nouvelle (avec communes déléguées)                     | 11 décembre 2015 (Arrêté)                           | 1er janvier 2016   |
| Brunstatt-Didenheim        | Didenheim                                                  | commune nouvelle (avec communes déléguées)                     | 11 décembre 2015 (Arrêté)                           | 1er janvier 2016   |
| Spechbach                  | Spechbach-le-Haut                                          | commune nouvelle (SANS communes déléguées depuis le 25-5-2020) | 19 novembre 2015 (Arrêté)                           | 1er janvier 2016   |
| Spechbach                  | Spechbach-le-Bas                                           | commune nouvelle (SANS communes déléguées depuis le 25-5-2020) | 19 novembre 2015 (Arrêté)                           | 1er janvier 2016   |
| Bernwiller                 | Ammertzwiller                                              | commune nouvelle (avec communes déléguées)                     | 12 novembre 2015 (Arrêté) 24 novembre 2015 (Arrêté) | 1er janvier 2016   |
| Bernwiller                 | Bernwiller                                                 | commune nouvelle (avec communes déléguées)                     | 12 novembre 2015 (Arrêté) 24 novembre 2015 (Arrêté) | 1er janvier 2016   |
| Le Haut Soultzbach         | Mortzwiller                                                | commune nouvelle (avec communes déléguées)                     | 23 octobre 2015 (Arrêté)                            | 1er janvier 2016   |
| Le Haut Soultzbach         | Soppe-le-Haut                                              | commune nouvelle (avec communes déléguées)                     | 23 octobre 2015 (Arrêté)                            | 1er janvier 2016   |
| Aspach-Michelbach          | Aspach-le-Haut                                             | commune nouvelle (avec communes déléguées)                     | 18 septembre 2015 (Arrêté)                          | 1er janvier 2016   |
| Aspach-Michelbach          | Michelbach                                                 | commune nouvelle (avec communes déléguées)                     | 18 septembre 2015 (Arrêté)                          | 1er janvier 2016   |
| Kaysersberg Vignoble       | Kaysersberg                                                | commune nouvelle (avec communes déléguées)                     | 14 juillet 2015 (Arrêté)                            | 1er janvier 2016   |
| Kaysersberg Vignoble       | Kientzheim                                                 | commune nouvelle (avec communes déléguées)                     | 14 juillet 2015 (Arrêté)                            | 1er janvier 2016   |
| Kaysersberg Vignoble       | Sigolsheim                                                 | commune nouvelle (avec communes déléguées)                     | 14 juillet 2015 (Arrêté)                            | 1er janvier 2016   |
| Mooslargue                 | Moos                                                       | fusion simple                                                  | 6 juin 1975 (Décret)                                | 1er juillet 1975   |
| Mooslargue                 | Niederlarg                                                 | fusion simple                                                  | 6 juin 1975 (Décret)                                | 1er juillet 1975   |
| Horbourg-Wihr              | Horbourg                                                   | fusion association (fusion simple depuis le 1-1-2000)          | 3 décembre 1972 (Arrêté)                            | 1er janvier 1973   |
| Horbourg-Wihr              | Wihr-en-Plaine                                             | fusion association (fusion simple depuis le 1-1-2000)          | 3 décembre 1972 (Arrêté)                            | 1er janvier 1973   |
| Valdieu-Lutran             | Lutran                                                     | fusion simple                                                  | 6 novembre 1972 (Arrêté)                            | 1er janvier 1973   |
| Valdieu-Lutran             | Valdieu                                                    | fusion simple                                                  | 6 novembre 1972 (Arrêté)                            | 1er janvier 1973   |
| Goldbach-Altenbach         | Goldbach                                                   | fusion association (fusion simple depuis le 1-9-2015)          | 12 octobre 1972 (Arrêté)                            | 1er janvier 1973   |
| Goldbach-Altenbach         | Altenbach                                                  | fusion association (fusion simple depuis le 1-9-2015)          | 12 octobre 1972 (Arrêté)                            | 1er janvier 1973   |
| Balschwiller               | Balschwiller                                               | fusion simple                                                  | 26 septembre 1972 (Arrêté)                          | 1er octobre 1972   |
| Balschwiller               | Ueberkumen                                                 | fusion simple                                                  | 26 septembre 1972 (Arrêté)                          | 1er octobre 1972   |
| Muespach                   | Muespach-le-Bas                                            | fusion simple                                                  | 10 août 1972 (Arrêté)                               | 1er septembre 1972 |
| Muespach                   | Moyen-Muespach                                             | fusion simple                                                  | 10 août 1972 (Arrêté)                               | 1er septembre 1972 |
| Saint-Bernard              | Enschingen                                                 | fusion simple                                                  | 13 juillet 1972 (Arrêté)                            | 1er août 1972      |
| Saint-Bernard              | Brinighoffen                                               | fusion simple                                                  | 13 juillet 1972 (Arrêté)                            | 1er août 1972      |
| Saint-Louis                | Saint-Louis                                                | fusion                                                         | 18 février 1953 (Arrêté)                            | 1er mars 1953      |
| Saint-Louis                | Bourgfelden                                                | fusion                                                         | 18 février 1953 (Arrêté)                            | 1er mars 1953      |
| Mulhouse                   | Mulhouse                                                   | fusion                                                         | 2 septembre 1947 (Décret)                           | 6 septembre 1947   |
| Mulhouse                   | Bourtzwiller                                               | fusion                                                         | 2 septembre 1947 (Décret)                           | 6 septembre 1947   |
| Mulhouse                   | Mulhouse                                                   | fusion                                                         | 1914                                                | 1914               |
| Mulhouse                   | Dornach                                                    | fusion                                                         | 1914                                                | 1914               |
| Bartenheim                 | Bartenheim                                                 | fusion                                                         | 1830                                                | 1830               |
| Bartenheim                 | La Chaussée (une partie)                                   | fusion                                                         | 1830                                                | 1830               |
| Blotzheim                  | Blotzheim                                                  | fusion                                                         | 1830                                                | 1830               |
| Blotzheim                  | La Chaussée (une partie) (rattachée à Saint-Louis en 1958) | fusion                                                         | 1830                                                | 1830               |
| Kembs                      | Kembs                                                      | fusion                                                         | 1830                                                | 1830               |
| Kembs                      | La Chaussée (une partie)                                   | fusion                                                         | 1830                                                | 1830               |
| Lièpvre                    | Lièpvre                                                    | fusion                                                         | 1806                                                | 1806               |
| Lièpvre                    | Petit-Lièpvre (enclave)                                    | fusion                                                         | 1806                                                | 1806               |
| Sainte-Marie-aux-Mines     | Sainte-Marie-aux-Mines                                     | fusion                                                         | 1801-1805                                           | 1801-1805          |
| Sainte-Marie-aux-Mines     | Echery                                                     | fusion                                                         | 1801-1805                                           | 1801-1805          |
| Sainte-Marie-aux-Mines     | Fertru                                                     | fusion                                                         | 1801-1805                                           | 1801-1805          |
| Sainte-Marie-aux-Mines     | Saint-Blaise (canton de Sainte-Marie-aux-Mines)            | fusion                                                         | 1801-1805                                           | 1801-1805          |
| Bergholtz                  | Bergholtz                                                  | fusion                                                         | 1790-1794                                           | 1790-1794          |
| Bergholtz                  | Bergholtzzell (commune rétablie en 1801)                   | fusion                                                         | 1790-1794                                           | 1790-1794          |
| Bettlach                   | Bettlach                                                   | fusion                                                         | 1790-1794                                           | 1790-1794          |
| Bettlach                   | Saint-Blaise (canton de Ferrette)                          | fusion                                                         | 1790-1794                                           | 1790-1794          |
| Cernay                     | Cernay                                                     | fusion                                                         | 1790-1794                                           | 1790-1794          |
| Cernay                     | Steinbach (commune rétablie en 1801)                       | fusion                                                         | 1790-1794                                           | 1790-1794          |
| Goldbach                   | Goldbach                                                   | fusion                                                         | 1790-1794                                           | 1790-1794          |
| Goldbach                   | Neuhausen                                                  | fusion                                                         | 1790-1794                                           | 1790-1794          |
| Hégenheim                  | Hégenheim                                                  | fusion                                                         | 1790-1794                                           | 1790-1794          |
| Hégenheim                  | Bourgfelden (commune rétablie en 1797)                     | fusion                                                         | 1790-1794                                           | 1790-1794          |
| Holtzwihr                  | Holtzwihr                                                  | fusion                                                         | 1790-1794                                           | 1790-1794          |
| Holtzwihr                  | Wickerschwihr (commune rétablie en 1837)                   | fusion                                                         | 1790-1794                                           | 1790-1794          |
| Lautenbach                 | Lautenbach                                                 | fusion                                                         | 1790-1794                                           | 1790-1794          |
| Lautenbach                 | Linthal (commune rétablie en 1801)                         | fusion                                                         | 1790-1794                                           | 1790-1794          |
| Manspach                   | Manspach                                                   | fusion                                                         | 1790-1794                                           | 1790-1794          |
| Manspach                   | Saint-Léger                                                | fusion                                                         | 1790-1794                                           | 1790-1794          |
| Masevaux                   | Masevaux                                                   | fusion                                                         | 1790-1794                                           | 1790-1794          |
| Masevaux                   | Houpach                                                    | fusion                                                         | 1790-1794                                           | 1790-1794          |
| Masevaux                   | Stecken                                                    | fusion                                                         | 1790-1794                                           | 1790-1794          |
| Rimbach-près-Guebwiller    | Rimbach-près-Guebwiller                                    | fusion                                                         | 1790-1794                                           | 1790-1794          |
| Rimbach-près-Guebwiller    | Jungholtz (une partie) (commune rétablie en 1880)          | fusion                                                         | 1790-1794                                           | 1790-1794          |
| Soultz-Haut-Rhin           | Soultz-Haut-Rhin                                           | fusion                                                         | 1790-1794                                           | 1790-1794          |
| Soultz-Haut-Rhin           | Jungholtz (une partie) (commune rétablie en 1880)          | fusion                                                         | 1790-1794                                           | 1790-1794          |
| Saint-Amarin               | Saint-Amarin                                               | fusion                                                         | 1790-1794                                           | 1790-1794          |
| Saint-Amarin               | Vogelbach                                                  | fusion                                                         | 1790-1794                                           | 1790-1794          |
| Saint-Amarin               | Werscholtz                                                 | fusion                                                         | 1790-1794                                           | 1790-1794          |
| Wittenheim                 | Wittenheim                                                 | fusion                                                         | 1790-1794                                           | 1790-1794          |
| Wittenheim                 | Schoenensteinbach                                          | fusion                                                         | 1790-1794                                           | 1790-1794          |

## Créations
| Nouvelle commune | Commune affectée        | Mode de création | Date (et nature) de la décision |
| ---------------- | ----------------------- | ---------------- | ------------------------------- |
| Bourtzwiller     | Illzach                 | Démembrement     | 24 mai 1928 (Décret),           |
| Mittlach         | Metzeral                | Démembrement     | 1908                            |
| Jungholtz        | Rimbach-près-Guebwiller | Rétablissement   | 1880                            |
| Jungholtz        | Soultz-Haut-Rhin        | Rétablissement   | 1880                            |
| Wickerschwihr    | Holtzwihr               | Rétablissement   | 3 juillet 1837 (Ordonnance)     |
| Wuenheim         | Soultz-Haut-Rhin        | Démembrement     | 1832                            |
| Bergholtzzell    | Bergholtz               | Rétablissement   | 1801                            |
| Linthal          | Lautenbach              | Rétablissement   | 1801                            |
| Steinbach        | Cernay                  | Rétablissement   | 1801                            |
| Bourgfelden      | Hégenheim               | Rétablissement   | 1797                            |

## Modifications de nom officiel
| Ancien nom        | Nouveau nom            | Date (et nature) de la décision                                        |
| ----------------- | ---------------------- | ---------------------------------------------------------------------- |
| Ammerzwiller      | Ammertzwiller          | 16 novembre 2015 (Décret)                                              |
| Bilzheim          | Biltzheim              | 1er août 2003 (Décret),                                                |
| Widensohlen       | Widensolen             | 1er janvier 1997 (Date d'effet) Rectification d'une erreur par l'INSEE |
| Vœgtlinshofen     | Vœgtlinshoffen         | 1er janvier 1996 (Date d'effet) Rectification d'une erreur par l'INSEE |
| Orschwir          | Orschwihr              | 16 août 1989 (Décret)                                                  |
| Bitschwiller      | Bitschwiller-lès-Thann | 18 novembre 1938 (Décret)                                              |
| Bonhomme          | Le Bonhomme            | 14 novembre 1933 (Décret)                                              |
| Willer-Thann      | Willer-sur-Thur        | 23 septembre 1926 (Décret)                                             |
| Nidermorschwiller | Morschwiller-le-Bas    | 1924                                                                   |
| Nidermuespach     | Muespach-le-Bas        | 1924                                                                   |
| Obermuespach      | Muespach-le-Haut       | 1924                                                                   |
| Willer            | Willer-Thann           | 1924                                                                   |
| Mulhausen         | Mulhouse               | 21 juillet 1848 (Arrêté)                                               |
| Bourglibre        | Saint-Louis            | 1814                                                                   |
| Neudorff          | Village-Neuf           | Après 1800                                                             |
| Grand-Huningue    | Neudorff               | 1800                                                                   |

## Modifications de limites communales
Le plus souvent, les modifications des limites communales décidées par arrêtés préfectoraux ne sont pas répertoriées dans le Journal officiel ni dans le Bulletin officiel.
| La commune de ...                             | ... cède du territoire à la commune de ...    | précisions                                                                                     | Date (et nature) de la décision |
| --------------------------------------------- | --------------------------------------------- | ---------------------------------------------------------------------------------------------- | ------------------------------- |
| Mulhouse                                      | Illzach                                       | Superficie de 29 a 78 ca                                                                       | 29 novembre 2005 (Décret)       |
| Illzach                                       | Mulhouse                                      | Superficie de 2 ha 64 a 99 ca                                                                  | 29 novembre 2005 (Décret)       |
| Hirsingue                                     | Bettendorf                                    | 5 habitants                                                                                    | 22 janvier 1998 (Arrêté)        |
| Guebwiller                                    | Issenheim                                     | Superficie de 69 a 45 ca                                                                       | 21 février 1995 (Décret)        |
| Issenheim                                     | Guebwiller                                    | 2 habitants Superficie de 1 ha 5 a                                                             | 21 février 1995 (Décret)        |
| Wickerschwihr                                 | Bischwihr                                     | 13 habitants                                                                                   | 3 novembre 1992 (Arrêté)        |
| Wittenheim                                    | Ruelisheim                                    | Axe de la rue du Général De Gaulle et de la rue de la Chapelle                                 | 11 septembre 1986 (Décret)      |
| Ruelisheim                                    | Wittenheim                                    | Axe de la rue du Général De Gaulle et de la rue de la Chapelle                                 | 11 septembre 1986 (Décret)      |
| Bartenheim                                    | Rosenau                                       | 8 habitants Superficie de 74 a 8 ca                                                            | 12 février 1971 (Décret),       |
| Horbourg                                      | Colmar                                        | Lieux-dits Untere Schlaege et Auf Grosswasenstraessle Superficie de 12 ha 52 a 47 ca           | 11 juin 1970 (Décret)           |
| Colmar                                        | Horbourg                                      | Lieux-dits Stadmatt et Am Harten Kopf 44 habitants Superficie de 18 ha 83 a 13                 | 11 juin 1970 (Décret)           |
| Bantzenheim                                   | Chalampé                                      | 32 habitants                                                                                   | 10 décembre 1966 (Arrêté)       |
| Wintzenheim                                   | Colmar                                        | Lieu-dit Untere Benzen Superficie de 79 a 15 ca                                                | 26 février 1962 (Décret)        |
| Colmar                                        | Wintzenheim                                   | Lieu-dit Lauenstein Superficie de 5 ha 24 a 17 ca                                              | 26 février 1962 (Décret)        |
| Orschwiller (département du Bas-Rhin)         | Saint-Hippolyte                               | Superficie de 16 ha 96 a 23 ca                                                                 | 25 mars 1960 (Décret)           |
| Saint-Hippolyte                               | Orschwiller (département du Bas-Rhin)         | Superficie de 18 ha 41 a 26 ca                                                                 | 25 mars 1960 (Décret)           |
| Blotzheim                                     | Saint-Louis                                   | 1016 habitants Sections de Blotzheim la Chaussée et territoire de l'aérodrome de Bâle-Mulhouse | 6 mars 1958 (Décret)            |
| Sainte-Marie-aux-Mines Sainte-Croix-aux-Mines | Sainte-Croix-aux-Mines Sainte-Marie-aux-Mines |                                                                                                | 28 mai 1953 (Arrêté)            |
| Ammerschwihr Katzenthal                       | Katzenthal Ammerschwihr                       |                                                                                                | 30 avril 1951 (Arrêté)          |
| Pulversheim Staffelfelden                     | Staffelfelden Pulversheim                     |                                                                                                | 16 avril 1951 (Décret)          |
| Neuf-Brisach Volgelsheim Wolfgantzen          | Volgelsheim Wolfgantzen Neuf-Brisach          |                                                                                                | 19 juillet 1950 (Arrêté)        |
| Seewen                                        | Lepuix (département du Territoire de Belfort) | Partie restée française                                                                        | 3 mars 1873 (Décret)            |
| Cernay Steinbach                              | Steinbach Cernay                              |                                                                                                | 12 mai 1869 (Décret)            |
| Hattstatt Voegtlinshoffen                     | Voegtlinshoffen Hattstatt                     |                                                                                                | 13 juin 1866 (Loi)              |
| Hegenheim Bourgfelden                         | Bourgfelden Hegenheim                         |                                                                                                | 25 avril 1866 (Loi)             |
| Turckheim                                     | Zimmerbach                                    | Section de Zimmerbach                                                                          | 22 juillet 1843 (Loi)           |

## Communes associées
Liste des communes ayant, à la suite d'une fusion, le statut de commune associée.
| Nom de la commune | Code INSEE | Fusion-association                    | Fusion-association | Fusion-association | Fusion-association                       | Transformation de l'association en fusion simple | Transformation de l'association en fusion simple |
| Nom de la commune | Code INSEE | date de la décision                   | date d'effet       | commune absorbante | nom de la commune résultant de la fusion | date de la décision                              | date d'effet                                     |
| ----------------- | ---------- | ------------------------------------- | ------------------ | ------------------ | ---------------------------------------- | ------------------------------------------------ | ------------------------------------------------ |
| Altenbach         | 68003      | arrêté préfectoral du 12 octobre 1972 | 1er janvier 1973   | Goldbach           | Goldbach-Altenbach                       | arrêté préfectoral du 13 août 2015               | 1er septembre 2015                               |
| Wihr-en-Plaine    | 68369      | arrêté préfectoral du 3 décembre 1972 | 1er janvier 1973   | Horbourg           | Horbourg-Wihr                            | arrêté préfectoral du 23 décembre 1999           | 1er janvier 2000                                 |

## Transferts vers un autre département

### 1871
À la suite de la défaite face à l'Allemagne en 1871, la France voit sa frontière redessinée : la majeure partie du département du Haut-Rhin est annexée (soit 384 communes). Mais 106 communes resteront françaises et formeront un nouveau département : le Territoire-de-Belfort. Après 1919, le département du Haut-Rhin gardera ces limites. (Traité de Francfort du 10 mai 1871)
| Département d'origine | Département de rattachement | Canton d'origine concerné         | Communes concernées |
| --------------------- | --------------------------- | --------------------------------- | --- |
| HAUT-RHIN             | TERRITOIRE DE BELFORT       | Canton de Belfort (32 communes)   | Andelnans, Argiésans, Banvillars, Bavilliers, Belfort, Bermont, Botans, Buc, Charmois, Châtenois, Chèvremont, Cravanche, Danjoutin, Dorans, Eschêne-Autrage, Essert, Fontenelle, Méroux, Moval, Novillard, Offemont, Pérouse, Rechotte, Roppe, Salbert, Sévenans, Trétudans, Urcerey, Valdoie, Vétrigne, Vézelois, Vourvenans |
| HAUT-RHIN             | TERRITOIRE DE BELFORT       | Canton de Delle (27 communes)     | Beaucourt, Boron, Bourogne, Brebotte, Bretagne, Courcelles, Courtelevant, Croix, Delle, Faverois, Fêche-l'Eglise, Florimont, Froidefontaine, Grandvillars, Grosne, Joncherey, Lebetain, Lepuix, Méziré, Montbouton, Morvillars, Réchésy, Recouvrance, Saint-Dizier, Thiancourt, Vellescot, Villars-le-Sec                     |
| HAUT-RHIN             | TERRITOIRE DE BELFORT       | Canton de Giromagny (19 communes) | Anjoutey, Auxelles-Bas, Auxelles-Haut, Bourg, Chaux, Eloie, Etueffont-Bas, Etueffont-Haut, Evette, Giromagny, Grosmagny, Lachapelle-sous-Chaux, Lamadeleine, Lepuix, PetitMagny, Rièrevescemont, Rougegoutte, Sermamagny, Vescemont                                                                                           |
| HAUT-RHIN             | TERRITOIRE DE BELFORT       | Canton de Fontaine (21 communes)  | Angeot, Bessoncourt, Bethonvilliers, Cunelières, Denney, Eguenigue, Felon, Fontaine, Foussemagne, Frais, Lachapelle-sous-Rougemont, Lacollonge, Lagrange, Larivière, Menoncourt, Montreux-Château, Petit-Croix, Phaffans, Reppe, Saint-Germain, Vauthiermont                                                                  |
| HAUT-RHIN             | TERRITOIRE DE BELFORT       | Canton de Masevaux (4 communes)   | Leval, Petitefontaine, Romagny, et Rougemont |
| HAUT-RHIN             | TERRITOIRE DE BELFORT       | Canton de Dannemarie (3 communes) | Chavanatte, Chavannes-les-Grands, et Suarce |

### 1816
À la suite du Congrès de Vienne, les frontières avec la Suisse sont redessinées : l'arrondissement de Porrentruy, appartenant précédemment au département du Haut-Rhin est démembré. Une partie de celui-ci, autour de Montbéliard, est conservée par la France et rattachée au département voisin du Doubs. 44 communes sont alors concernées (Loi du 9 janvier 1816)
| Département d'origine | Département de rattachement | Canton concerné                     | Communes concernées |
| --------------------- | --------------------------- | ----------------------------------- | --- |
| HAUT-RHIN             | DOUBS                       | Canton d'Audincourt (24 communes)   | Abbévillers, Allenjoie, Arbouans, Audincourt, Badevel, Bethoncourt, Brognard, Courcelles-lès-Montbéliard, Couthenans, Dambenois, Dampierre-les-Bois, Dasle, Étouvans, Étupes, Exincourt, Fesches-le-Châtel, Grand-Charmont, Mandeure, Nommay, Sochaux, Taillecourt, Valentigney, Vieux-Charmont et Voujeaucourt |
| HAUT-RHIN             | DOUBS                       | Canton de Montbéliard (20 communes) | Aibre, Allondans, Bart, Bavans, Beutal, Bretigney, Désandans, Dung, Échenans, Issans, Laire, Lougres, Montbéliard, Présentevillers, Raynans, Saint-Julien-lès-Montbéliard, Sainte-Marie, Sainte-Suzanne, Semondans et Le Vernoy                                                                                 |

## Changement de pays
Communes du Haut-Rhin cédées par la France à la Suisse par le traité de Paris de 1814 (Traité du 30 mai 1814). Soit un total de 164 communes :
| Lieu d'origine    | Lieu de rattachement | Canton d'origine concerné            | Communes concernées |
| ----------------- | -------------------- | ------------------------------------ | --- |
| HAUT-RHIN, FRANCE | SUISSE               | Canton de Bienne (18 communes)       | Bienne, Boujean (= Bözingen), Diesse, Evilars (= Leubringen), La Heutte, Lamboing, Montménil (= Meinisberg), La Neuveville, Nods, Orvin, Perles (= Pieterlen), Péry, Plagne, Prêles, Reiben, Romont, Vauffelin, et Vigneules (= Vingelz) |
| HAUT-RHIN, FRANCE | SUISSE               | Canton de Courtelary (27 communes)   | Bévilard, Champoz, Chatelat, Corgemont, Cormoret, Cortébert, Court, Courtelary, La Ferrière, Loveresse, Malleray, Mont-Tramelan, Pontenet, Reconvilier, Renan, Saicourt, Saint-Imier, Saules, Sonceboz-Sombeval, Sonvilier, Sornetan, Sorvilier, Souboz, Tavannes, Tramelan-dessous, Tramelan-dessus, et Villeret                                       |
| HAUT-RHIN, FRANCE | SUISSE               | Canton de Delémont (15 communes)     | Bourrignon, Courfaivre, Courroux, Courtételle, Delémont (= Delsberg), Develier, Mettemberg, Montsevelier, Movelier, Pleigne, Rebeuvelier, Roggenbourg, Soyhières, Vermes, et Vicques |
| HAUT-RHIN, FRANCE | SUISSE               | Canton de Lauffon (21 communes)      | Aesch, Alschwiller, Arlesheim, Blauen, Le Bourg-en-Leimental, Brislach, Dittingen, Duggingen, Ettingen, Grellingen, Lauffon (= Laufen), Liesberg, Nentzlingen, Obervillers, Pfeffingen, Reinach, Roschentz, Schœnbach, Tervillers, Wahlen, et Zwingen                                                                                                   |
| HAUT-RHIN, FRANCE | SUISSE               | Canton de Moutier (24 communes)      | Bassecourt, Belpraon, Boécourt, Châtillon, Corban, Corcelles, Courchapoix, Courrendelin, Elay (= Seehof), Eschert, Glovelier, Grandval, Mervelier, Moutier, Perrefitte, Rebévelier, Roches, Rossemaison, Saucy, Sceut, La Scheulte (= Gronder), Soulce, Undervelier, et Vellerat                                                                        |
| HAUT-RHIN, FRANCE | SUISSE               | Canton de Porrentruy (32 communes)   | Alle, Asuel, Beurnevésin, Boncourt, Bonfol, Bressaucourt, Buix, Bure, Charmoille, Chevenez, Coeuve, Cornol, Courchavon, Courgenay, Courtedoux, Courtemaîche, Damphreux, Damvant, Fahy, Fontenais Frégiécourt, Grand-Fontaine, Lugnez, Miécourt, Montignez, Montvoie, Pleujouse, Porrentruy (= Pruntrut), Reclère, Roche-d’Or, Rocourt, et Vendelincourt |
| HAUT-RHIN, FRANCE | SUISSE               | Canton de Saignelégier (19 communes) | Le Bémont, Les Bois, Les Breuleux, Cerniévillers, La Chaux-des-Breuleux, Les Enfers, Les Genevez, Goumois, La Joux, Malnuit, Montfaucon, Montfavergier, Muriaux, Le Noirmont, Le Peux-Chapatte, Les Pommerats, Saignelégier, Saint-Brais, et Vautenaivre                                                                                                |
| HAUT-RHIN, FRANCE | SUISSE               | Canton de Saint-Ursanne (8 communes) | Epauvillers, Epiquerez, Montenol, Ocourt, Outremont, Saint-Ursanne, Seleute, et Soubey |